# Atak na Pearl Harbor (gra komputerowa)
Atak na Pearl Harbor (tytuł oryg. Attack on Pearl Harbor) – komputerowa gra zręcznościowa, której fabuła została osadzona w realiach II wojny światowej. Została wyprodukowana przez 3D People oraz wydana przez szwedzką firmę Legendo Entertainment 22 czerwca 2007 roku na platformę PC.

## Fabuła
Akcja Atak na Pearl Harbor została osadzona w realiach II wojny światowej. Gracz wciela się w pilota podczas japońskiego ataku na Pearl Harbor na Oceanie Spokojnym, są nim Douglas Knox wchodzący w skład sił amerykańskich oraz Zenji Yamada z sił japońskich.

## Rozgrywka
Rozgrywka została podzielona na cztery kampanie. Prócz głównego wątku fabularnego, ataku na Pearl Harbor gracz może uczestniczyć w bitwie pod Midway. Każda ze stron konfliktu dysponuje myśliwcem (Vought F4U Corsair i Mitsubishi A6M), bombowcem nurkującym (Douglas SBD Dauntless i Aichi D3A1) oraz bombowcem torpedującym (Grumman TBF Avenger i Nakajima B5N). Cele misji są zależne od rodzaju samolotu, składają się na nie walka w powietrzu, niszczenie instalacji militarnych i zatapianie okrętów. Gracz może startować z naziemnych pasów startowych lub pokładów lotniskowców.